# Sede titolare di Maillezais
Maillezais (in latino: Malleacensis) è una sede titolare della Chiesa cattolica.

## Storia
Maillezais è stata la prima sede episcopale dei vescovi di La Rochelle; nella città sorgono i resti dell'abbazia di San Pietro, antica cattedrale della diocesi. Oggi, però, la città di Maillezais rientra nel territorio della diocesi di Luçon.
Dal 9 febbraio 2009 Maillezais è annoverata tra le sedi vescovili titolari della Chiesa cattolica; dal 26 giugno 2023 il vescovo titolare è Jean-Pierre Batut, vescovo ausiliare di Tolosa.

## Cronotassi

### Vescovi titolari
- Antoine Hérouard (22 febbraio 2017 - 11 febbraio 2022 nominato arcivescovo di Digione)
- Jean-Pierre Batut, dal 26 giugno 2023